# ポンティアヌス (ローマ教皇)
ポンティアヌス （Pontianus, ?-235年?）は、ローマ教皇（在位：230年7月21日 - 235年9月25日）。
235年、教皇と対立教皇ヒッポリュトスは、共に皇帝マクシミヌス・トラクスによって追放され、サルデーニャの鉱山で強制労働させられた。これにより、ヒッポリュトスが自らこそがローマ司教であることを主張して引き起こした教会の分裂は終結した。結果的に彼は235年の9月25日（あるいは28日）に教皇職を退くことになった。
ポンティアヌスがどれだけサルデーニャに流されていたのかはわからないが、一説によると強制労働中の虐待によって衰弱死したとされている。遺骸はファビアヌスによってローマに運ばれ、サンカリストゥスのカタコンベに葬られた。
カトリック教会の聖人であり、記念日は8月13日である。皮肉なことにそれは、ヒッポリュトスと同じ日である。